# Сілвіо Гоффманн
Сілвіо Гоффманн Мацці (порт. Sylvio Hoffman Mazzi, 15 травня 1908 — 15 листопада 1991) — бразильський футболіст, що грав на позиції захисника, зокрема, за клуб «Ботафогу», а також національну збірну Бразилії.
Переможець Ліги Каріока. 

## Клубна кар'єра
У футболі дебютував 1925 року виступами за команду «Васко да Гама», в якій провів один сезон. 
Згодом з 1927 по 1929 рік грав у складі «Флуміненсе» та «Сан-Крістован».
Своєю грою за останню команду привернув увагу представників тренерського штабу клубу «Сантус», до складу якого приєднався 1930 року. Відіграв за команду з Сантуса наступні два сезони своєї ігрової кар'єри.
Протягом 1933—1934 років захищав кольори клубів «Пеньяроль» та «Сан-Паулу».
Завершив професійну ігрову кар'єру у клубі «Ботафогу», за команду якого виступав протягом 1934—1935 років.

## Виступи за збірну
1930 року дебютував в офіційних матчах у складі національної збірної Бразилії. Протягом кар'єри у національній команді провів у її формі 10 матчів, тільки 2 з яких були офіційними.
У складі збірної був учасником чемпіонату світу 1934 року в Італії, де зіграв в єдиному поєдинку команди на турнірі проти збірної Іспанії (1-3).
Помер 15 листопада 1991 року на 84-му році життя.

## Титули і досягнення
- Переможець Ліги Каріока (1):

«Ботафогу»: 1935